# Pampow (Blankensee)
Pampow ist ein Ortsteil der Gemeinde Blankensee des Amtes Löcknitz-Penkun im Landkreis Vorpommern-Greifswald in Mecklenburg-Vorpommern.

## Geographie
Der Ort liegt zwei Kilometer westlich der Staatsgrenze zu Polen, drei Kilometer nordnordwestlich von Blankensee und elf Kilometer nordöstlich von Löcknitz. Die Nachbarorte sind Stolec im Nordosten, Rzędziny im Osten, Łęgi und Blankensee im Südosten, Freienstein und Mewegen im Südwesten, Theerofen im Westen sowie Grünhof und Glashütte im Nordwesten.

## Geschichte
Pampow war ein Rittergut der adligen Familie von Ramin in Stolzenburg (polnisch Stolec). Pampow entwickelte sich zu einem Bauerndorf, nachdem die Leibeigenschaft im 19. Jahrhundert aufgehoben wurde. Den Gutsherren oblagen aber weiterhin die Polizeiobrigkeit und das Kirchenpatronat.
Die Besonderheit der bis 2004 selbständigen Gemeinde bestand darin, dass sie keine Kirche besaß. Pampow gehörte zu Stolzenburg. Die Gemeinde wurde bei der Grenzziehung 1945 von der Mutterkirche und dem Schloss abgeschnitten, blieb jedoch Teil der Filialkirche in Blankensee.